# Népbíróságok Romániában
A romániai népbíróságokat (a korabeli romániai magyar sajtóban néptörvényszék néven szerepeltek) a második világháború után hozta létre a román kormány és a Szövetséges Ellenőrző Bizottság a háborús bűnök kivizsgálására az 1944. szeptember 12-én kötött fegyverszüneti egyezmény 14. pontja értelmében. Két ilyen bíróság volt, bukaresti és kolozsvári székhellyel; a kolozsvári népbíróság hatáskörébe az Észak-Erdélyben magyar kormányzat alatt elkövetett bűncselekmények tartoztak. A népbíróságokat 1946. június 28-án feloszlatták, de a háborús bűnösök elleni perek folytatódtak a polgári és katonai bíróságokon.

## Történelmi előzmények

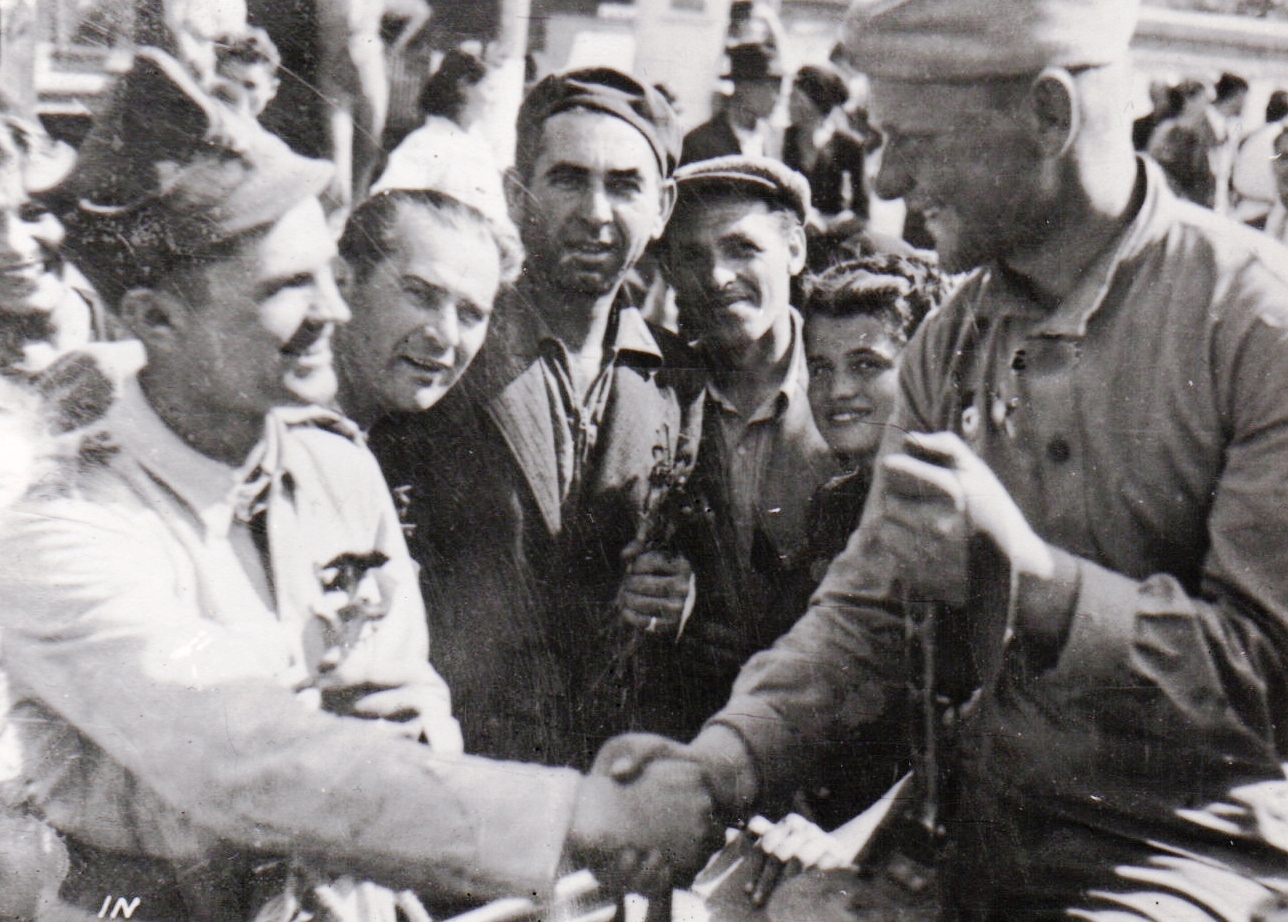
Román katonák üdvözlik a Bukarestbe bevonuló szovjet katonákat

1940. november 23-án Románia Ion Antonescu diktatúrája idején csatlakozott a háromhatalmi egyezményhez, majd 1941. június 22-én ténylegesen is belépett a háborúba a tengelyhatalmak oldalán. 1944. augusztus 23-án I. Mihály államcsínyével Románia szakított addigi szövetségeseivel, hadat üzent Németországnak, és nyilatkozatot tett közzé, hogy hajlandó az azonnali fegyverszünetre a szövetséges hatalmakkal. Augusztus 29-én Lucrețiu Pătrășcanu vezetésével küldöttség indult Moszkvába, augusztus 31-én a szovjet csapatok bevonultak Bukarestbe, szeptember 12-én Moszkvában aláírták a fegyverszüneti egyezményt, amelynek 14. pontja rendelkezett a háborús bűnösök felelősségre vonásáról.
A királyi puccsot követő hónapokban több koalíciós kormány követte egymást: augusztus 24-től november 4-éig Constantin Sănătescu tábornok kormánya (a Nemzeti Parasztpárt, Nemzeti Liberális Párt, Szociáldemokrata Párt, és a Román Szocialista Párt részvételével), majd december 2-ig a második Sănătescu-kormány (a Kommunista Párt, a Szociáldemokrata Párt, a Hazafias Szövetség és az Ekésfront részvételével), utána 1944. december 6. és 1945. február 24. között a Rădescu-kormány. Ezeket a kormányokat a koalíciós partnerek közötti viták jellemezték. Lényeges változás állt be 1945. március 6-án, amikor I. Mihály király szovjet nyomásra egy kommunistabarát kormányt nevezett ki, amelyet Petru Groza vezetett.

## Jogi háttér

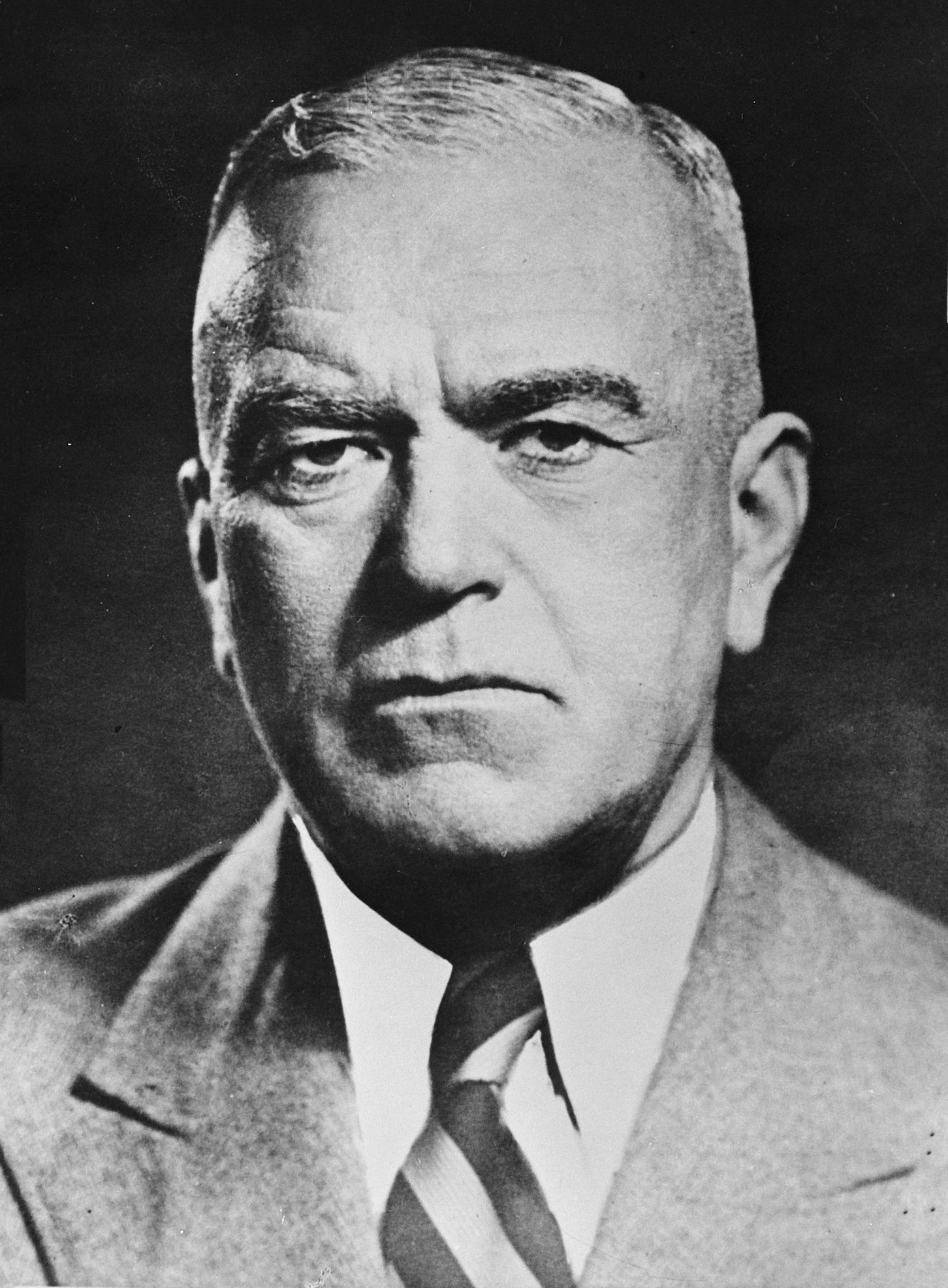
Petru Groza

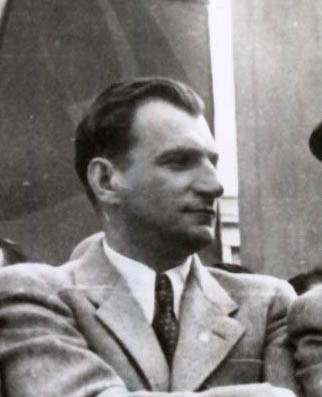
Lucrețiu Pătrășcanu

Mindegyik párt- és kormányprogram tartalmazta a háborús bűnösök felelősségre vonását, de a megfelelő büntető jogszabályok hiányoztak. Az 1944. október 11-én kihirdetett 1849. számú törvényerejű rendelet felhatalmazást adott a minisztertanácsnak olyan törvények megalkotására, amelyek alapján felelősségre lehet vonni az ország összeomlásáért és a szövetségesek elleni háborúért felelős személyeket. Az első két ilyen jogszabály 1945. januárban jelent meg (50. számú törvényerejű rendelet A háborús és haszonélvező bűnösök üldözéséről és büntetéséről illetve 51. számú törvényerejű rendelet Az ország összeomlásában bűnösök üldözéséről és büntetéséről), de ezek alapján a koalíciós pártok közötti egyet nem értés miatt nem indultak eljárások. A kommunistabarát Groza-kormány azonban sokkal határozottabban lépett fel a perek megszervezése érdekében, egyrészt mert érzékelte, hogy ez a szövetségesek lényeges követelménye Romániával szemben, másrészt hitelteleníteni akarta az 1944 előtti kommunistaellenes kormányokat.
Másfél hónappal a Groza-kormány megalakulása után, 1945. április 24-én jelent meg Az ország összeomlásában vagy háborús bűntettekben vétkes személyek üldözéséről és büntetéséről szóló 312. számú törvény, amely a népbíróságok működésének alapját képezte. A jogszabály tizenhétféle bűncselekményt definiált, ezek közül tíz esetben halálbüntetést lehetett kiszabni. A többi hét esetben változó időtartamú börtön- vagy kényszermunka volt kiszabható. A felbújtóra és bűnrészesre ugyanaz a büntetés vonatkozott, mint az elkövetőre. A főbüntetés mellett a polgári jogoktól való megfosztást és a közvetlen családtagokra is kiterjedő vagyonelkobzást is lehetett alkalmazni. A bűncselekmények nem évültek el.
A törvényt már elfogadása előtt kritizálták a kormány nem kommunista tagjai, mondván, hogy alkotmányossága kétséges, a meghatározások önkényesek és homályosak. (Az akkor hatályos 1923-as alkotmány 101. cikke kifejezetten tiltotta a különbíróságok létrehozását.) Lucrețiu Pătrășcanu igazságügyminiszter elismerte ugyan, hogy a  törvény politikai jellegű, ami lehetővé teszi a gyors politikai megtorlást, így kielégíti a közvéleményt, a szövetségeseket és a kommunista meggyőződést, de azt tagadta, hogy ellentétben lenne a hatályos büntetőjoggal és az alkotmánnyal. 
| Büntetési tételek | |
| --- | --- |
| \| Bűncselekmény \| Kiszabható büntetés \| \| ------------------------------------------------------------------------------------------------------------------------------------------------------------------------------------------------------------------------------------------------------------- \| ---------------------------------------------------------------------------------------------------------------- \| \| 1. a) A hitlerizmus vagy fasizmus mellett kiállva és felelősséget viselve a megvalósult politikáért megengedték a német hadsereg behatolását az ország területére. \| életfogytiglani súlyos börtön öttől húsz évig terjedő súlyos börtön háromtól húsz évig terjedő szigorú börtön \| \| b) 1940. szeptember 6-a után szóban, írásban vagy bármilyen egyéb eszközökkel támogatták a fenti tettek előkészítését vagy megvalósítását. \| életfogytiglani súlyos börtön öttől húsz évig terjedő súlyos börtön háromtól húsz évig terjedő szigorú börtön \| \| 2. a) Eldöntötték a Szovjetunió és a szövetségesek elleni háború megkezdését vagy folytatását. \| halál életfogytiglani kényszermunka \| \| b) Nem tartották be a hadviselésre vonatkozó nemzetközi szabályokat. \| halál életfogytiglani kényszermunka \| \| c) Embertelen bánásmódnak tették ki a hadifoglyokat. \| halál életfogytiglani kényszermunka \| \| d) A hadműveleti területen élő lakosok ellen terrorcselekményeket, kegyetlenségeket vagy elnyomó intézkedéseket rendeltek el vagy hajtottak végre. \| halál életfogytiglani kényszermunka \| \| e) A civil lakosság ellen politikai vagy rasszista okokból egyéni vagy kollektív megtorlást rendeltek el vagy hajtottak végre. \| halál életfogytiglani kényszermunka \| \| f) Kivégzési céllal kényszermunkát vagy deportálást rendeltek el vagy szerveztek meg. \| halál életfogytiglani kényszermunka \| \| g) Börtönök, fogoly- és internáló táborok vagy kényszermunka-alakulatok parancsnokai, felügyelői és őrszemélyzete, akik embertelen bánásmódnak vetették alá a hatalmukban levőket. \| halál életfogytiglani kényszermunka \| \| h) A politikai rendőrség tisztjei és kihallgatótisztjei, akik politikai vagy faji ügyekben erőszakot, kínzást vagy más törvénytelenséget követtek el. \| halál életfogytiglani kényszermunka \| \| i) Civil ügyészek vagy bírák, akik szándékosan terror- vagy erőszakos cselekményeket segítettek elő vagy követtek el. \| halál életfogytiglani kényszermunka \| \| j) Elhagyták az ország területét azzal a céllal, hogy a hitlerizmus vagy fasizmus szolgálatába álljanak, és írásban, szóban, vagy bármilyen más módon támadták az országot. \| halál életfogytiglani kényszermunka \| \| k) Jogtalanul vagy erőszakkal rekviráltak javakat a hadműveleti területeken. \| életfogytiglani kényszermunka öttől huszonöt évig terjedő kényszermunka háromtól húsz évig terjedő súlyos börtön \| \| l) Jogtalanul szereztek vagyont a háborúban való részvétel során, vagy kihasználva kapcsolataikat vagy a hitlerista, legionárius vagy rasszista jogszabályokat és intézkedéseket. \| életfogytiglani kényszermunka öttől huszonöt évig terjedő kényszermunka háromtól húsz évig terjedő súlyos börtön \| \| m) Elrendelték vagy kezdeményezték gettók vagy internáló táborok létesítését vagy a politikai vagy faji üldözés céljából történő deportálást. \| életfogytiglani súlyos börtön öttől húsz évig terjedő súlyos börtön háromtól húsz évig terjedő szigorú börtön \| \| n) Elrendelték igazságtalan, hitlerista, legionárius vagy rasszista jogszabályok vagy intézkedések meghozatalát vagy szándékosan túlzó mértékben alkalmazták a háborús helyzetből származó törvényeket vagy politikai illetve rasszista jellegű utasításokat. \| életfogytiglani súlyos börtön öttől húsz évig terjedő súlyos börtön háromtól húsz évig terjedő szigorú börtön \| \| o) A hitlerizmus vagy fasizmus szolgálatába álltak és saját tetteikkel hozzájárultak ezek politikai céljainak megvalósításához vagy az ország gazdaságát kiszolgáltatták nekik a román nép kárára. \| életfogytiglani súlyos börtön öttől húsz évig terjedő súlyos börtön háromtól húsz évig terjedő szigorú börtön \| | |
| Bűncselekmény | Kiszabható büntetés                                                                                              |
| 1. a) A hitlerizmus vagy fasizmus mellett kiállva és felelősséget viselve a megvalósult politikáért megengedték a német hadsereg behatolását az ország területére. | életfogytiglani súlyos börtön öttől húsz évig terjedő súlyos börtön háromtól húsz évig terjedő szigorú börtön    |
| b) 1940. szeptember 6-a után szóban, írásban vagy bármilyen egyéb eszközökkel támogatták a fenti tettek előkészítését vagy megvalósítását. | életfogytiglani súlyos börtön öttől húsz évig terjedő súlyos börtön háromtól húsz évig terjedő szigorú börtön    |
| 2. a) Eldöntötték a Szovjetunió és a szövetségesek elleni háború megkezdését vagy folytatását. | halál életfogytiglani kényszermunka                                                                              |
| b) Nem tartották be a hadviselésre vonatkozó nemzetközi szabályokat. | halál életfogytiglani kényszermunka                                                                              |
| c) Embertelen bánásmódnak tették ki a hadifoglyokat. | halál életfogytiglani kényszermunka                                                                              |
| d) A hadműveleti területen élő lakosok ellen terrorcselekményeket, kegyetlenségeket vagy elnyomó intézkedéseket rendeltek el vagy hajtottak végre. | halál életfogytiglani kényszermunka                                                                              |
| e) A civil lakosság ellen politikai vagy rasszista okokból egyéni vagy kollektív megtorlást rendeltek el vagy hajtottak végre. | halál életfogytiglani kényszermunka                                                                              |
| f) Kivégzési céllal kényszermunkát vagy deportálást rendeltek el vagy szerveztek meg. | halál életfogytiglani kényszermunka                                                                              |
| g) Börtönök, fogoly- és internáló táborok vagy kényszermunka-alakulatok parancsnokai, felügyelői és őrszemélyzete, akik embertelen bánásmódnak vetették alá a hatalmukban levőket. | halál életfogytiglani kényszermunka                                                                              |
| h) A politikai rendőrség tisztjei és kihallgatótisztjei, akik politikai vagy faji ügyekben erőszakot, kínzást vagy más törvénytelenséget követtek el. | halál életfogytiglani kényszermunka                                                                              |
| i) Civil ügyészek vagy bírák, akik szándékosan terror- vagy erőszakos cselekményeket segítettek elő vagy követtek el. | halál életfogytiglani kényszermunka                                                                              |
| j) Elhagyták az ország területét azzal a céllal, hogy a hitlerizmus vagy fasizmus szolgálatába álljanak, és írásban, szóban, vagy bármilyen más módon támadták az országot. | halál életfogytiglani kényszermunka                                                                              |
| k) Jogtalanul vagy erőszakkal rekviráltak javakat a hadműveleti területeken. | életfogytiglani kényszermunka öttől huszonöt évig terjedő kényszermunka háromtól húsz évig terjedő súlyos börtön |
| l) Jogtalanul szereztek vagyont a háborúban való részvétel során, vagy kihasználva kapcsolataikat vagy a hitlerista, legionárius vagy rasszista jogszabályokat és intézkedéseket. | életfogytiglani kényszermunka öttől huszonöt évig terjedő kényszermunka háromtól húsz évig terjedő súlyos börtön |
| m) Elrendelték vagy kezdeményezték gettók vagy internáló táborok létesítését vagy a politikai vagy faji üldözés céljából történő deportálást. | életfogytiglani súlyos börtön öttől húsz évig terjedő súlyos börtön háromtól húsz évig terjedő szigorú börtön    |
| n) Elrendelték igazságtalan, hitlerista, legionárius vagy rasszista jogszabályok vagy intézkedések meghozatalát vagy szándékosan túlzó mértékben alkalmazták a háborús helyzetből származó törvényeket vagy politikai illetve rasszista jellegű utasításokat. | életfogytiglani súlyos börtön öttől húsz évig terjedő súlyos börtön háromtól húsz évig terjedő szigorú börtön    |
| o) A hitlerizmus vagy fasizmus szolgálatába álltak és saját tetteikkel hozzájárultak ezek politikai céljainak megvalósításához vagy az ország gazdaságát kiszolgáltatták nekik a román nép kárára. | életfogytiglani súlyos börtön öttől húsz évig terjedő súlyos börtön háromtól húsz évig terjedő szigorú börtön    |

A népbíróságokat 1946. júniusban feloszlatták, a 312/1945. számú törvény pedig 1946 végén hatályát vesztette. A háborús bűnösök elleni további perekre az 1940-es évek végén illetve az 1950-es években a helyi fellebbviteli bíróságok és katonai törvényszékek előtt került sor az 1947. augusztus 18-án kibocsátott 291. számú törvény, a 207/1948-as törvény illetve az időközben módosított büntető törvénykönyv alapján. 1947. augusztus 22-én több olyan ügyet újra megnyitottak rendes bíróság előtt, amelyben a népi ügyészek úgy döntöttek, hogy nincs megfelelő alap a vádemeléshez.

## Szervezete
A népbíróság székhelye Bukarest volt, de a törvény megengedte, hogy az igazságügyminiszter további népbíróságoki tanácsot szervezhetett az ítélőtáblával rendelkező városokban. Lucrețiu Pătrășcanu igazságügyminiszter egyetlen kihelyezett tanácsot hozott létre Kolozsváron, és ennek a hatáskörébe rendelte az összes erdélyi, partiumi és bánsági ügyet.
A népbíróság az igazságügyi miniszter által kinevezett két hivatásos bírából és a kormányt támogató 7 politikai csoport által kijelölt népbírákból állt; a bíróság elnöke a rangidős hivatásos bíró volt. Ezzel az ítélkezés a Román Kommunista Párt és szatellitpártjai kezébe került, miközben politikai ellenfeleit, a Nemzeti Parasztpártot és a Nemzeti Liberális Pártot kizárták a folyamatból. A nyomozást a helyi rendőrség végezte a közvádló irányításával, a vádat a bíróság előtt a közvádló képviselte. A közvádlókat az igazságügyminiszter nevezte ki, és kiemelt szerepük ellenére nem kellett jogi végzettséggel rendelkezniük. A népi bírák és népi ügyészek különböző szakmai háttérrel rendelkeztek, például az első bukaresti per népi bírái között volt ügyész, munkás, építőmester, professzor, földműves és ügyvéd, a két népi ügyész közül az egyik ügyvéd, a másik pincér volt. Általában is az jellemezte a bíróságok összetételét, hogy a jogászok száma alacsonyabb volt a nem jogászokénál.
A közvádlókat és az általuk irányított nyomozást a minisztertanács felügyelte, a vádiratot a bírósági eljárás megkezdése előtt a minisztertanácsnak kellett jóváhagynia. Szintén a minisztertanács döntött a vádlottak esetleges szabadlábra helyezéséről. Az ítélet ellen kizárólag a bíróság szabálytalan összetétele vagy a törvények hibás alkalmazása miatt lehetett fellebbezni.

## Perek
A perbe fogott illetve elítélt személyek számát illetően az egyes források eltérő adatokat adnak meg:
|                        | Ionescu (2025) | Ionescu (2025) | Ionescu (2025) | Kovács (2018) | Tibori Szabó (2004) | Tibori Szabó (2004) | Tibori Szabó (2004) | Yad Vashem (2004) | Yad Vashem (2004) | Yad Vashem (2004) |
| Bukarest               | Kolozsvár      | Összesen       | Kolozsvár      | Bukarest      | Kolozsvár           | Összesen            | Bukarest            | Kolozsvár         | Összesen          |                   |
| ---------------------- | -------------- | -------------- | -------------- | ------------- | ------------------- | ------------------- | ------------------- | ----------------- | ----------------- | ----------------- |
| Vizsgált személyek     |                |                | 3954           |               |                     |                     |                     |                   |                   | ~2700             |
| Vádemelés nem történt  |                |                | 2708           |               |                     |                     |                     |                   |                   | ~1350             |
| Vádemelés megtörtént   |                |                | 1246           | 546           |                     |                     |                     | 481               | 668               | ~1350             |
| Felmentve              |                |                | 303            | 31            |                     |                     |                     |                   |                   | ~680              |
| Elítélve               | 222            | 721            | 943            | 502           | 187                 |                     |                     | 187               | 481               | 668               |
| - ebből halálos ítélet | 48             | 100            | 148            | 106           | 29                  | 100                 | 129                 | 48                | 100               |                   |

### Bukaresti népbíróság

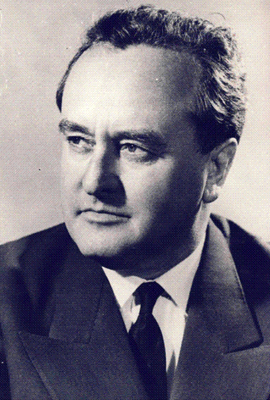
Avram Bunaciu

A közvádló szerepét Avram Bunaciu kommunista kötődésű ügyvéd, későbbi igazságügyminiszter töltötte be, a bíróság elnöke Nicolae Matei volt.
Az 1945. május 14-én kezdődött első perben Bukovinában, Besszarábiában vagy Transznisztriában szolgálatot teljesítő katonatiszteket és köztisztviselőket állítottak a bíróság elé háborús bűnök (kínzás, gyilkosság, deportálás és rablás) vádjával. A fő vádlottat, Nicolae Macici tábornokot bűnösnek találták az odesszai mészárlásban és halálra ítélték. A további 37 vádlottból 36-ot elítéltek; legtöbbjüket halálra és teljes vagyonelkobzásra. A bíróság nem fogadta el azt a védekezést, hogy parancsot teljesítettek, és nem vettek részt közvetlenül a gyilkosságokban. A kormány kérésére I. Mihály kegyelmet gyakorolt, és a halálbüntetéseket életfogytiglani börtönre változtatta.
Nagy érdeklődés kísérte az 1945. június 1. és 4. között tartott úgynevezett újságírópert, ahol 14 újságírót vádoltak azzal, hogy felelősek az ország összeomlásáért azáltal, hogy az Antonescu-rendszer idején fasiszta és rasszista előítéleteket terjesztettek, valamint szovjetellenes és háborús uszító propagandát folytattak. Két újságírót távollétükben halálra ítéltek, a többieket tizenkét évtől életfogytiglanig terjedő börtönbüntetésre; mellékbüntetésként minden esetben kiszabták a teljes vagyonelkobzást.
A perek gyors egymásutánban követték egymást, június 19-én a harmadik csoport perében hangzott el az ítélet, június utolsó napjaiban kezdődött el a negyedik per, augusztus 27-én már a nyolcadik per fejeződött be. A perek gyors tárgyalása és lezárása érdekében 1946. januárban a bukaresti népbíróságon felállítottak egy második tanácsot is.
1946. február 20. kezdte tárgyalni a népbíróság Horia Sima árnyékkormányának és támogatóinak ügyét, 21-én már ki is hirdették az ítéletet: Platon Chirnoagă tábornokot, Ion Gheorghe tábornokot (Antonescu berlini nagykövetét), Vladimir Cristit (Chișinău polgármestere), Visarion Puiu odesszai ortodox püspököt, Ion Sângeorgiu írót, valamint Alexandru Cuzin, Alexandru Gregorian, Horia Stamate és Vintilă Horia újságírókat távollétükben halálra ítélték.

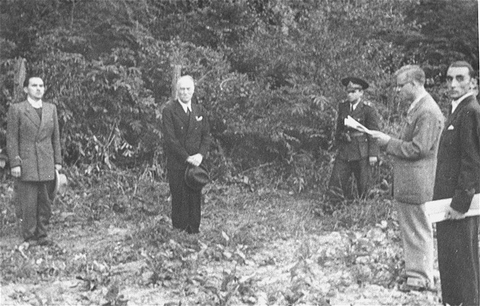
A nemzetárulási perben halálra ítéltek a kivégzés előtt

A legjelentősebb és leginkább átpolitizált per az 1946. május 16-án kezdődött tizenhatodik per volt, amelyet Antonescu-pernek vagy „nagy nemzetárulási pernek” (procesul marii trădări naționale) is neveznek. A vádlottak Ion Antonescu volt diktátor és 23 magas rangú tisztségviselője (miniszterek, államtitkárok, katona- és hírszerzési tisztek) voltak, a vád ellenük háborús bűnök és az ország  összeomlásba vitele, közelebbről hazaárulás a náci Németország érdekében, szovjetellenes háború, jászvásári pogrom, rasszista törvények meghozatala, a zsidók kifosztása és deportálásuk Transznisztriába, tömeges kivégzések Odesszában és Transznisztria más részein, gettósítás és lágerekbe internálás. A vádiratban a Szovjetunió ellen elkövetett bűncselekmények szerepeltek hangsúlyosan, szemben a romániai zsidóság ellen elkövetett tömeggyilkosságokkal, amelyeknek kisebb jelentőséget tulajdonítottak. A vádlottak és tanúk nagy száma miatt a tárgyalásokat a szenátus épületében tartották. Tanúként beidézték a Nemzeti Parasztpárt és a Nemzeti Liberális Párt vezetőit, Iuliu Maniut, illetve Constantin I. C. Brătianut is. A népbíróság egyik  vádlottat sem mentette fel, 13 halálos ítéletet szabott ki és 11 esetben börtönbüntetést. I. Mihály király megkegyelmezett Constantin Pantazi védelmi miniszternek, Radu Lecca zsidóügyi kormánybiztosnak és Eugen Cristescunak, a hírszerzés igazgatójának, de elutasította a kegyelmi kérvényt Ion Antonescu, Mihai Antonescu (igazság-, külügy- és propaganda-miniszter), Gheorghe Alexianu (Transznisztria kormányzója) és Constantin Vasiliu (belügyminiszter) esetében. Hat vádlottat távollétükben ítéltek el, így a tizenhárom ítéletből négyet hajtottak végre 1946. június 1-jén.
A bukaresti népbíróság által elítélt 229 személy közül 214 román, 15 zsidó volt.

### Kolozsvári népbíróság
A kolozsvári népbíróság 1945. június 21-én alakult meg, szervezése 1945. június 23-án kezdődött el Avram Bunaciu igazságügyi államtitkár irányításával, és júliusban kezdte meg tevékenységét, az első peres eljárás 1946. márciusban folyt. Hatáskörébe a kolozsvári, nagyváradi, marosvásárhelyi, brassói, nagyszebeni és temesvári ítélőtáblák illetékességi területén lakó gyanúsítottak tartoztak. A védőügyvédek vitatták a bíróság illetékességét: álláspontjuk szerint mivel az adott cselekedetek elkövetésekor Észak-Erdély nem Romániához tartozott, az ügyek a magyarországi népbíróságok hatáskörébe tartoztak.
A népbíróság tanácsa 1946. március 9. és június 28. között kilenc csoportos pert tárgyalt; a perek átlagos időtartama kilenc nap volt, ami valószínűleg túl kevés volt a bizonyítási eljárások részletes végigvitelére.
| Tárgy | Dátum                          | Vádlottak száma | Felmentve | Elítélve | Megjegyzés                                             |
| --- | ------------------------------ | --------------- | --------- | --- | ------------------------------------------------------ |
| 1. Észak-Erdélyben 1940. szeptember 8–23. között elkövetett románellenes tömeggyilkosságok (Szilágynagyfalu, Zilah, Ördögkút, Bánffyhunyad, Ipp, Márkaszék, Szilágycseres, Kémer, Alsókaznacs, Halmosd, Gyümölcsénes, Biharszentjános, Vasasszentgothárd, Omboztelke, Pusztarajtolc) | 1946. március 9–13.            | 62              | 7         | 23 fő halálbüntetés 7 fő életfogytiglani kényszermunka 24 fő 5-től 25 évig terjedő kényszermunka                                            | 1 fő ügyét elkülönítették                              |
| 2. Munkaszolgálatos századok parancsnokai és keretlegényei (a keleti fronton és a megszállt Szerbia területén) | 1946. március 21–28.           | 24              | 4         | 4 fő halálbüntetés 9 főt 5-től 25 évig terjedő kényszermunka / börtön 1 fő 3 év börtön                                                      |                                                        |
| 3. Észak-Erdély katonai közigazgatása (vármegyei, városi vagy járási katonai parancsnokok, illetve a a katonai parancsnokságok politikai tanácsadói) | 1946. március 31. – április 9. | 26              | 1         | 6 fő halálbüntetés 10 fő életfogytiglani kényszermunka / börtön 6 fő 5-től 25 évig terjedő kényszermunka 2 fő 3 év börtön                   | 1 fő ügyét elkülöntítették, majd a 8. perben elítélték |
| 4. Siguranța és magyar kémelhárítók | 1946. április 6-14.            | 58              | 1         | 46 fő életfogytiglani kényszermunka 11 fő 5-től 20 évig terjedő kényszermunka                                                               |                                                        |
| 5. Újságírók | ?–1946. április 15.            | 28              | 1         | 15 fő 20 év kényszermunka 4 fő 15 év kényszermunka 2 fő 10 év kényszermunka 3 fő 8 év börtön                                                | 3 fő ügyét elkülönítették                              |
| 6. Észak-Erdély közigazgatási tisztviselői | ?–1946. április 21.            | 26              | 2         | 5 fő életfogytiglani kényszermunka 19 fő 5-től 25 évig terjedő kényszermunka / börtön                                                       |                                                        |
| 7. Lágerek és munkatáborok személyzete | 1946. május 9–18.              | 24              | 4         | 7 fő halálbüntetés 4 fő életfogytiglani kényszermunka 7 fő 5-től 15 évig terjedő kényszermunka / börtön 2 fő 3 év börtön                    |                                                        |
| 8. Gettók | 1946. május 22–31.             | 194             | 6         | 30 fő halálbüntetés 71 fő életfogytiglani kényszermunka / börtön 78 fő 5-től 25 évig terjedő kényszermunka / börtön 6 fő 3 évi börtön       | 1 fő ügyét elkülönítették                              |
| 9. Nem volt egységes; túlsúlyban voltak az 1944. szeptemberben magyar oldalról elkövetett atrocitások Az áldozatok számát tekintve kiemelkedett a nagysármási mészárlás. | 1946. június 23–30.            | 104             | 5         | 36 fő halálbüntetés 20 fő életfogytiglani kényszermunka 34 fő 5-től 25 évig terjedő kényszermunka / börtön 3 fő 2-től 3 évig terjedő börtön | 6 fő ügyét elkülönítették                              |

A bíróság elé nem kerültek Dél-Erdélyben elkövetett zsidó- vagy magyarellenes ügyek, mert az eljárások (kimondatlan) célja a Horthy-rendszer elleni fellépés volt. Erre utalt például, hogy a kiemelt politikai-közigazgatási tisztséget betöltő vádlottakat még akkor sem mentették fel, ha a felmerült felmentő bizonyítékok többségben voltak; ilyen volt például Inczédy-Joksmann Ödön (Kolozs vármegye főispánja) vagy Májay Ferenc (Marosvásárhely polgármestere). Az összesen 106 esetben kiszabott halálbüntetés 101 magyart, 3 németet és 2 románt érintett. A vádlottak többségét, 386 főt (köztük a legfontosabbakat) távollétükben ítélték el, mivel a magyar hadsereggel és közigazgatással kivonásával egyidejűleg elhagyták az országot.
Az egyes perekben elítéltek nemzetiség szerinti megoszlása a következő volt:
| Per sorszáma | Elítéltek száma | Elítéltek száma | Elítéltek száma | Elítéltek száma |
| Per sorszáma | Magyar          | Román           | Német           | Zsidó           |
| ------------ | --------------- | --------------- | --------------- | --------------- |
| 1.           | 54              |                 |                 |                 |
| 2.           | 18              |                 | 1               | 1               |
| 3.           | 25              |                 |                 |                 |
| 4.           | 39              | 18              |                 |                 |
| 5.           | 9               | 4               | 11              |                 |
| 6.           | 21              | 3               |                 |                 |
| 7.           | 16              | 2               | 1               | 1               |
| 8.           | 181             | 1               | 3               | 1               |
| 9.           | 82              | 5               | 7               |                 |
| összesen     | 445             | 33              | 23              | 3               |

A népbíróság két esetben olyan személyek ellen is ítéletet hozott, akiket a magyar bíróságok ugyanazért a tettükért már korábban megbüntettek; az Antonescu-kormány idején hozott romániai ítéleteket azonban figyelembe vette.

## További perek
1946–1947-ben volt rá néhány példa, hogy helyi népbírósági tanácsok tárgyaltak egy-egy háborús bűncselekménnyel kapcsolatos ügyet, de csak olyankor, ha előkerült egy olyan bűnös, akit már távollétében már korábban elítéltek, vagy ha a fellebviteli bíróság újratárgyalást rendelt el. A Román Népköztársaság kikiáltása (1947. december 30.) után viszont újból elindult a háborús bűnösök üldözése; ezeket az ügyeket már polgári bíróságok tárgyalták. A perek részben belpolitikai célokat is szolgáltak; előfordult például, hogy a szövetkezetesítést elutasító személyekről a Securitate kiderített olyan terhelő adatokat, amelyek alapján háborús bűnösként bíróság elé lehetett állítani őket. A vádiratok több ízben is politikai propaganda jellegűek voltak.
1948-ban további 57 személyt ítéltek el a jászvásári pogromhoz kapcsolódóan. A vádirat kerülte annak kimondását, hogy az áldozatok zsidók voltak, végig a város „lakossága” elleni tettekről volt szó.
1951-ben zajlott le a nagysármási mészárlás tetteseinek perújrafelvétele. Az eljárás Samuil Zeiger állami főügyész jelentése nyomán indult újra, amelyben bírálta a kolozsvári népbíróság nyomozati munkáját. A főügyész súlyos hiányosságnak minősítette, hogy az eredeti perben (a kolozsvári népbíróság kilencedik pere) nem vizsgálták ki a helyi lakosok bűnrészességét, csak a csendőröket ítélték el. 1951–1952 között a kolozsvári ügyészség nyomozott az ügyben, a pert 1954-ben az egyik bukaresti törvényszék előtt folytatták le. Nyolc tárgyalási nap után, 1954. július 26-án az eljárás a kolozsvári ügyészségen felvett tanúvallomások közötti ellentmondások, valamint a vád tanúinak megbízhatatlansága illetve meg nem jelenése miatt elakadt. A tárgyalás folytatását 1954. szeptember 2-ára tűzték ki, de az iratokban sem annak nincs nyoma, hogy ezt megtartották volna, sem az ítélethozatalnak. A vádlottak további sorsa is azt támasztja alá, hogy ítélet nem született.

## Amnesztia és rehabilitáció
1950-ben azok az elítéltek, akik „bebizonyították, hogy börtönbüntetésük során alkalmassá váltak a szocialista együttélésre", eredeti ítéletüktől függetlenül szabadlábra kerülhettek. Mások az 1962-es illetve 1964-es amnesztia során szabadultak.
Az 1980-as évek közepén az első bukaresti perben háborús bűnösként elítélt Nicolae Macici tábornokot a nemzeti kommunista történészek háborús hősként ábrázolták, noha jogi rehabilitációja nem történt meg. 
Az 1989-es forradalom után folytatódott az a tendencia, hogy a háborús bűnösöket igaz hazafiakkként, hősökkként és mártírokként írják le, akiket a kommunista rendszer igazságtalanul ítélt el. Ion Antonescu és más háborús bűnösök tisztelete változatos formákat öltött: szobrok állítása, emlékünnepélyek, templomok és utcák tiszteletükre történő átnevezése.  (1992 és 2002 között például a kolozsvári Kalános utca is viselte Antonescu nevét. Noha a 31/2002-es törvényerejű rendelet tételesen tiltja az utcák Antonescuról történő elnevezését, Konstancán és Ilfov megyei 1 Decembrie községben még 2021-ben is volt ilyen nevű utca.)
Több esetben kezdeményezték egyes elítéltek rehabilitálását, azzal érvelve, hogy a népbírósági pereket a kommunisták rendelték el és szervezték meg. 1995-ben a legfelső bíróság rehabilitálta a bukaresti népbíróság által elítélt újságírókat, más rehabilitálási próbálkozások viszont meghiúsultak a nemzetközi vagy belföldi tiltakozás miatt. 2008-ban a fellebbviteli bíróság felmentette a nemzetárulási per több vádlottját, köztük Ion Antonescu diktátort a szovjetellenes bűncselekmények vádja alól (azzal az indoklással, hogy az 1946-os ítélet idején még nem volt ismert a Molotov–Ribbentrop-paktum, amelynek következtében jogos védelemről volt szó a szovjet agresszióval szemben), de fenntartotta a háborús bűncselekmény miatti ítéletet.